# Santa Maria, Kap Verde
Santa Maria är en stad som ligger på ön Sal, Kap Verde. År 2010 hade staden en folkmängd på 6 258.

## Befolkningsstatistik
| Datum          | Befolkning |
| -------------- | ---------- |
| 23 juni 1990   | 1 343      |
| 16 juni 2000   | 13 320     |
| 2003           | 14 100     |
| 1 januari 2005 | 17 231     |
| 2010           | 22 937     |